# Mahir Çakar
Mahir Çakar (* 1945 in İzmir) ist ein türkischer Hornist.
Der aus der Türkei stammende Musiker, der seine Ausbildung in den 1960er Jahren in Deutschland erhielt, war 1975 erstmals bei den Richard-Wagner-Festspielen in Bayreuth. Von 1980 bis 1991 war Çakar erster Hornist an der Stuttgarter Oper und wirkte unter anderem an der Fernsehaufzeichnung der Martha-Inszenierung von Loriot mit. Er hat auch eine Reihe deutscher Schallplatten- und Radioaufnahmen eingespielt. Die bei der BMG erschienenen Konzerte für 2 Hörner (1982) wurden mehrfach aufgelegt.
Viele heute wirkende deutsche Hornisten haben in Stuttgart so wie an der Hochschule für Musik und Darstellende Kunst Mannheim bei Çakar gelernt, zum Beispiel Christian Lampert und Christian Fitzner. Çakar lehrte aber auch an der türkischen Bilkent-Universität in Ankara, dessen Jugend-Sinfonieorchester er bis heute vorsteht.
Çakar lebt in Deutschland und in der Türkei.